# حسن خيرات
حسن خيرات ، من مواليد 1986 ، لاعب كرة قدم سعودي من سكان حي السويدي الغربي في العاصمة السعودية الرياض.
لعب سابقاً مع نادي الهلال السعودي.
بعدها لعب لأندية الاتفاق والكوكب
شارك مع المتخب السعودي الأول